# 胸騒ぎの恋人
『胸騒ぎの恋人』（むなさわぎのこいびと、Les Amours imaginaires）は2010年のカナダのドラマ映画。監督・脚本・主演はグザヴィエ・ドラン、出演は他にモニカ・ショクリとニールス・シュネデールなど。ある男性に魅了された男性と女性、2人の苦悩を描いている。
2010年5月の第63回カンヌ国際映画祭（ある視点部門）で初上映された。日本では劇場未公開のまま2013年11月17日にWOWOWで放送され、その後、2014年2月1日から東京、神奈川、大阪など数カ所で順次劇場公開されている。

## ストーリー
ゲイのフランシスとストレートのマリーは姉と弟のような親友同士。ある日、2人は友人らとのパーティで1人の明るく社交的な美青年ニコラと出会う。フランシスもマリーも口では好みでないと言いながらも、ニコラに一目惚れする。そんな2人とニコラは友人として親しくなり、3人で遊ぶことも増える。フランシスもマリーもそれぞれセックスの相手には不自由していなかったが、無邪気なニコラと親しくなるに従って、ニコラへの想いを募らせて行く。マリーがニコラに対して積極的なのに対し、フランシスはマリーを気遣ってニコラに対しては遠慮がちであったが、3人で小旅行に行った先で、ニコラと楽しげに戯れるフランシスに嫉妬したマリーは、フランシスと取っ組み合いの喧嘩を始めてしまう。その様子を目撃したニコラは、この出来事以降、2人と距離を置くようになる。そんなニコラへの想いを抑え切れなくなったフランシスとマリーはそれぞれニコラに告白するが、ニコラはきっぱりと拒絶する。共にニコラに振られたフランシスとマリーは再び以前と同様の親友関係に戻る。
1年後、ある夜のパーティでフランシスとマリーはニコラと再会する。久しぶりの再会にニコラは2人に声をかけるが、そんなニコラを2人は拒絶し、無視する。そして、パーティで出会った1人のハンサムな青年にフランシスとマリーは再び同時に恋してしまう。

## キャスト
- フランシス: グザヴィエ・ドラン - ゲイの青年。
- マリー: モニカ・ショクリ（フランス語版） - フランシスの女友達。ストレート。
- ニコラ: ニールス・シュネデール（フランス語版） - 明るく社交的な美青年。無邪気。
- デジレ: アンヌ・ドルヴァル - ニコラの母。元ダンサー。派手。
- ある男性: ルイ・ガレル - フランシスとマリーが出会ったハンサムな青年。

## 作品の評価
アロシネによれば、フランスの24のメディアによる評価の平均点は5点満点中3.5点となっている。
Rotten Tomatoesによれば、批評家の一致した見解は「極めて芸術的な映画であり、『胸騒ぎの恋人』の興味をそそる魅力的なコンセプトはグザヴィエ・ドラン監督の演出の華やかさによって埋もれてしまうことがある。」であり、73件の評論のうち高評価は73%にあたる53件で、平均点は10点満点中6.9点となっている。
Metacriticによれば、21件の評論のうち、高評価は18件、賛否混在は3件、低評価はなく、平均点は100点満点中70点となっている。